# Erstes Deutsches Fliesenmuseum Boizenburg

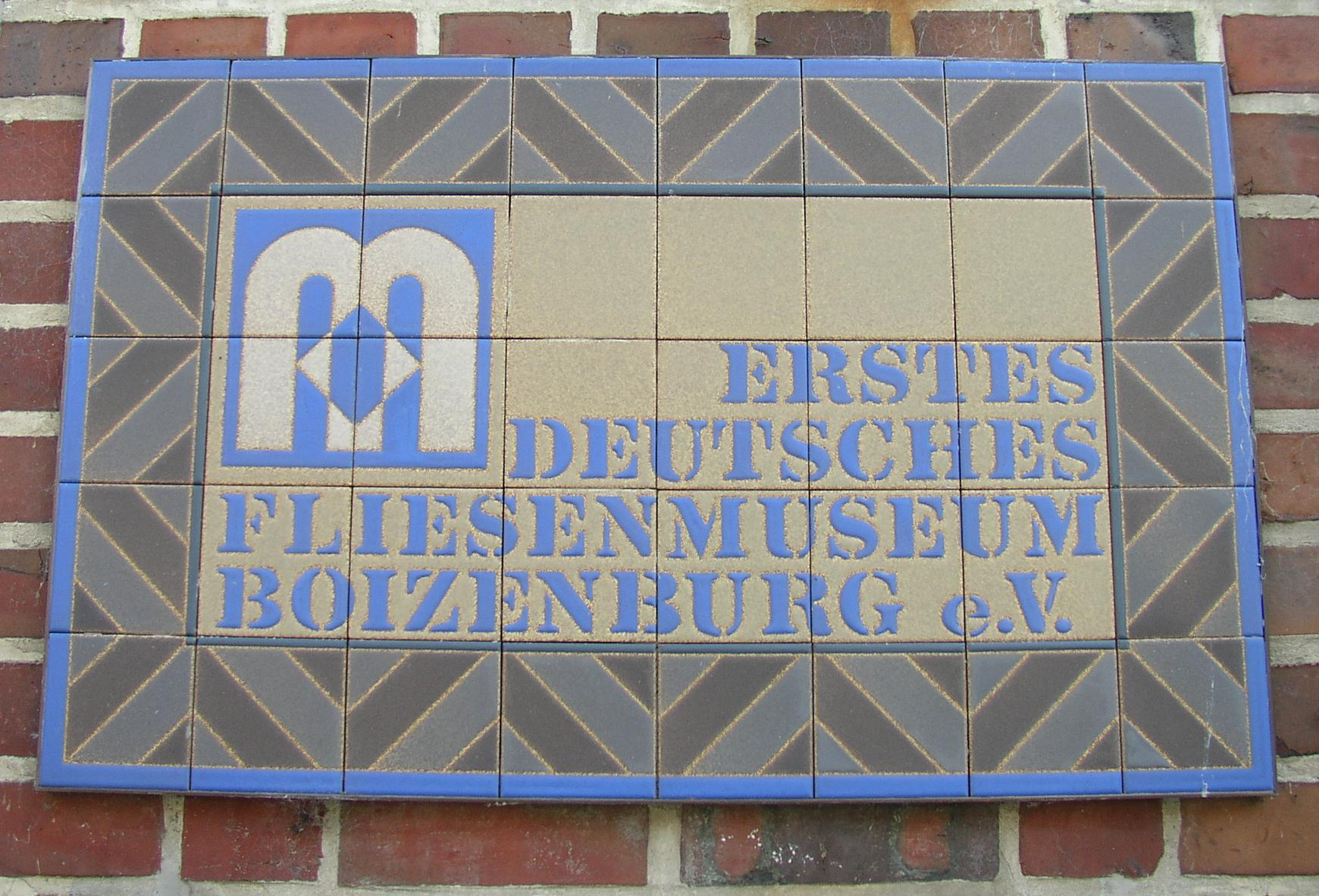
Fliesen am Fliesenmuseum

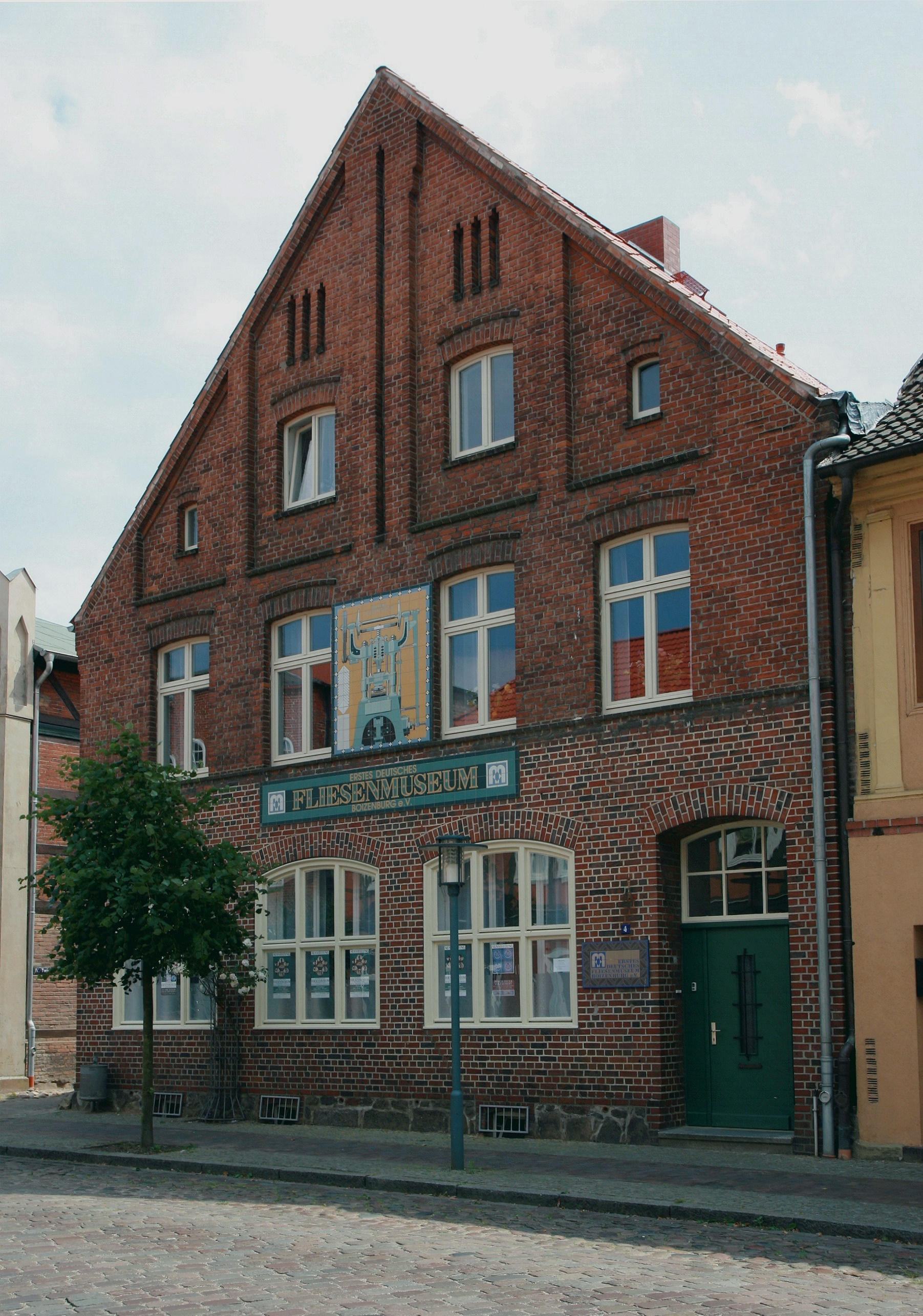
Fliesenmuseum

Das Erste Deutsche Fliesenmuseum Boizenburg ist ein Kunst- und Technikmuseum in Boizenburg/Elbe. Es wurde 1998 eröffnet und ist im Gebäude Reichenstraße 4 im Zentrum der Boizenburger Altstadt untergebracht.
Das Museum sammelt in erster Linie frühindustrielle Fliesen im Stil des Historismus, des Jugendstils und des Art déco und veranstaltet jährlich eine internationale Fliesensammlerbörse. Mitbegründer war der Fliesenkünstler Lothar Scholz.
Auf rund 500 m² Fläche zeigt es in einer Dauerausstellung Wand- und Bodenfliesen der Hersteller „Steingut- und Mosaikfabrik Villeroy & Boch“ (von 1880 bis 1930) und „Boizenburger Platten, Duensing-Bicherox-Werke“ (von 1903 bis 1930). Wechselausstellungen sollen vertiefende Einblicke in die Herstellungsgeschichte von Fliesen und in Fliesenkunst ermöglichen.
Träger des Museums ist der 1995 gegründete gemeinnützige Verein „Erstes Deutsches Fliesenmuseum Boizenburg e.V.“